# Wegtreintje

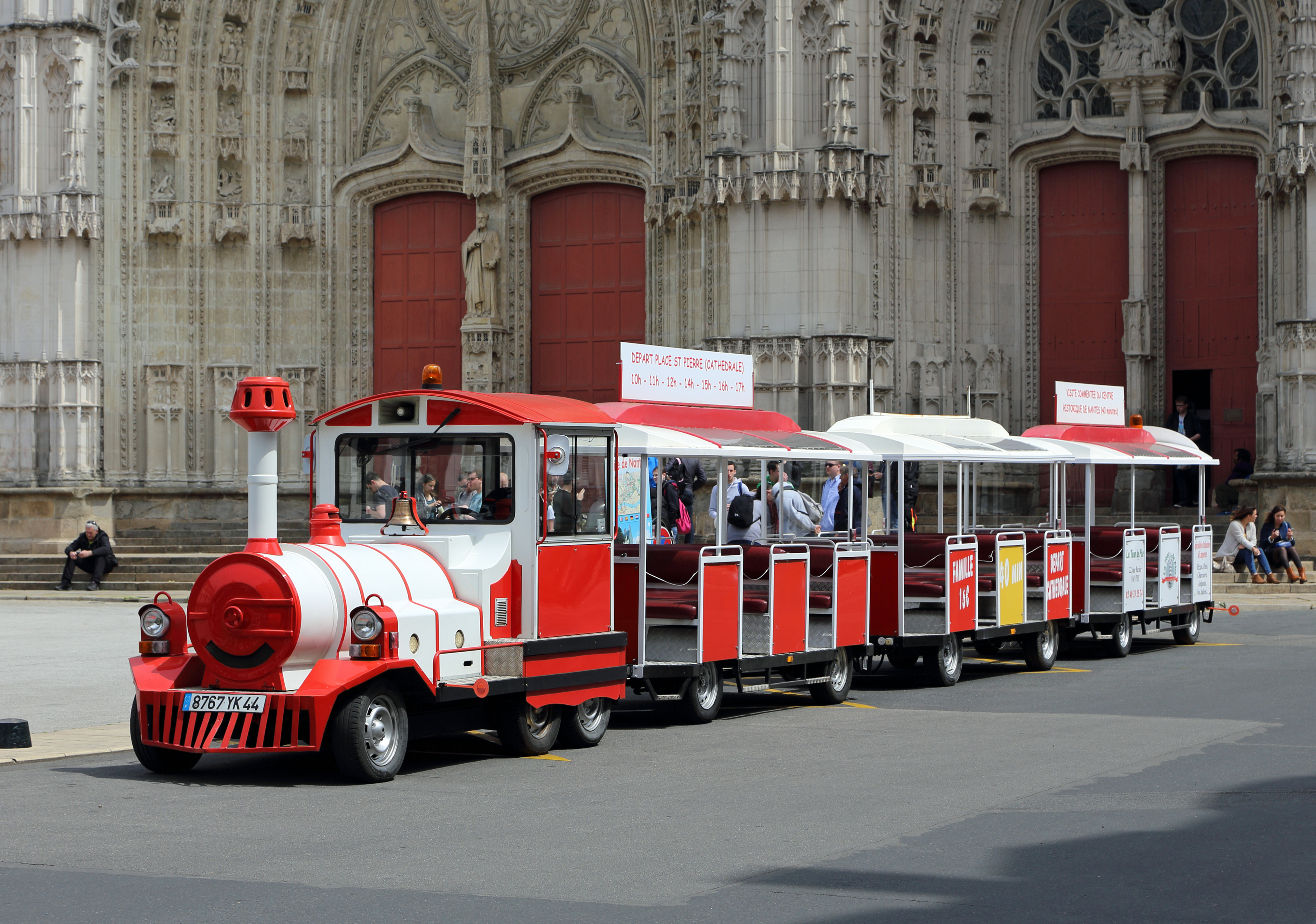
Toeristisch wegtreintje in Nantes (Frankrijk), Place Saint-Pierre

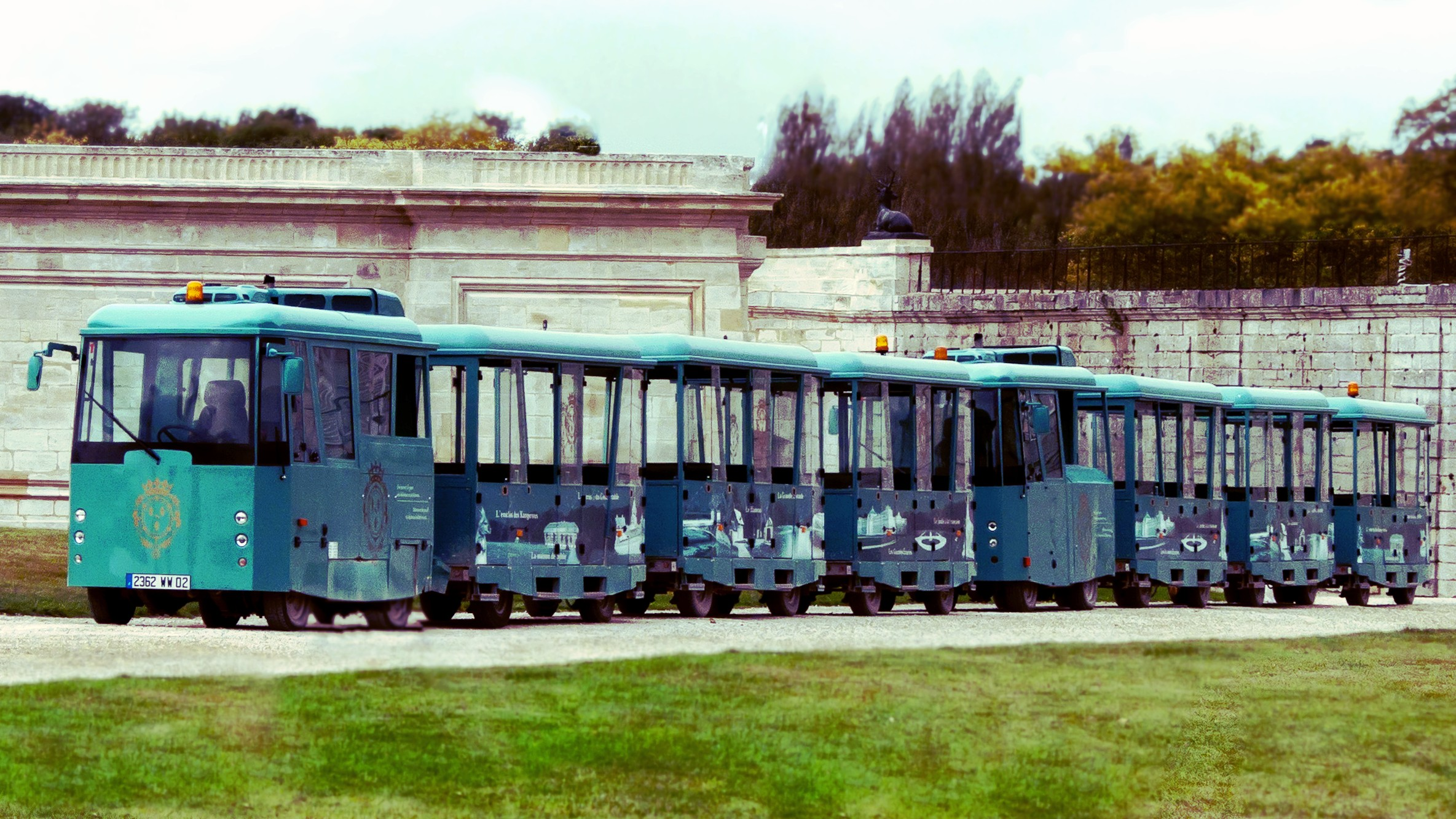
Twee moderne wegtreintjes bij het Kasteel van Chantilly (Frankrijk)

Een wegtreintje is een motorvoertuig dat rijdt op een weg met een of meer aanhangwagens, ingericht voor het vervoer van personen. De aanhangwagens zijn veelal met dissels aan het trekkend voertuig gekoppeld. Vaak doet het trekkende voertuig aan een stoomlocomotiefje denken. Ze worden soms ingezet bij festivals of als toeristisch vervoermiddel.

## Nederland
In Nederland gaat het om trekkende voertuigen met kenteken en een beperkte snelheid van 24 km/h of voorzien van een snelheidsmeter, ingericht voor het vervoeren van maximaal 8 passagiers + de bestuurder. De bestuurder moet in het bezit zijn van rijbewijs B.
Wegtreintjes mogen in Nederland alleen op de openbare weg rijden als de wegbeheerder daar een ontheffing voor heeft verleend. De wegbeheerder is verantwoordelijk voor het stellen van ontheffingsvoorwaarden om de verkeersveiligheid te waarborgen en hinder voor het overige verkeer zoveel mogelijk te vermijden.
Wegtreintjes mogen ook op de weg als het vervoer geschiedt in het kader van een evenement of optocht waarvoor een vergunning is afgegeven op grond van een gemeentelijke verordening.
Als een wegtreintje niet op eigen terrein rijdt, bijvoorbeeld in een recreatiepark, dan is de beheerder van het het park of terrein verantwoordelijk voor de veiligheid.

## Verwijzingen
1. ↑  Rijksoverheid, Mag ik met een wegtreintje en aanhangwagen op de openbare weg rijden?. Geraadpleegd op 9 augustus 2017.
2. ↑   Politie, Wegtreintje. Infopolitie; vraag en antwoord (2017). Geraadpleegd op 9 augustus 2017.